# Tribunal Article 53
Tribunal Article 53 ist eine zivilgesellschaftliche Organisation mit dem Zweck der Dokumentation von Menschenrechtsverletzungen der Kameruner Regierung unter Paul Biya.

## Entstehung und Zielsetzung
Das zum Tribunal Article 53 gehörende Webportal wurde etwa 2012 von dem Schriftsteller Patrice Nganang gegründet, um eine Öffentlichkeit für die vom Kameruner Regime begangenen Menschenrechtsverletzungen zu schaffen. Die Webseite dient der Sammlung von Dokumenten zu Verbrechen, für die Kameruns Präsident Paul Biya während seiner Amtszeit verantwortlich zeichne. Dort werden dementsprechend gängige digitale Dokumente wie Videos, Fotos und PDF-Dateien mit teils schockierenden Inhalten verlinkt oder für die Öffentlichkeit hinterlegt. Außerdem sind Gesetzestexte wie die Verfassungsänderung von 2008 oder Berichte über Menschenrechtsverletzungen in Kamerun abrufbar.
Das Ziel der Organisation ist ein Verfahren gegen Biya am internationalen Strafgerichtshof.
Laut Nganang dient die Plattform als öffentliches Archiv und ihm werde regelmäßig neues Material von Zeugen zugesandt. Die alltägliche Arbeit setze sich allerdings mehr aus Besuchen bei Häftlingen, internationalem Networking und der Ermutigung von Menschen zu einer aktivistischen Kultur zusammen. Aus diesem Grund wurde der Bibi Ngota Award kreiert, der Journalismus gegen Straffreiheit in ganz Afrika würdigen soll. Der Journalist Bibi Ngota wurde verhaftet, als er über einen Skandal recherchierte, in den der damalige Justizminister von Kamerun involviert war. Er starb 2010 im Gefängnis.
Die im Kasten rechts oben genannten Personen sind Mitglieder oder Mitarbeiter der Organisation und leben in verschiedenen Ländern wie Frankreich, Elfenbeinküste, USA, Rwanda, Mali, Simbabwe oder Senegal und natürlich Kamerun. Die Namen der Mitglieder aus letztgenanntem Land werden jedoch, zu ihrem eigenen Schutz, nicht öffentlich aufgeführt.

## Artikel 53
Der Artikel 53, aus dem sich der Name der Organisation ableitet, bezieht sich auf einen Abschnitt der Verfassungsänderung vom 14. April 2008. Im Februar 2008 kam es aufgrund der anstehenden Verfassungsänderung zu Unruhen, in deren Verlauf Sicherheitskräfte mindestens 100 Menschen töteten. Der Anlass für die Proteste war die in der Verfassungsänderung ermöglichte Verlängerung der Amtszeit von Präsident Paul Biya, der bereits zwei offizielle Amtszeiten durchlaufen hatte und bereits vor 1996 14 Jahre lang regierte. Außerdem spielten „rapide steigende Lebenshaltungskosten und niedrige Löhne“ eine tragende Rolle.
Eine weitere Kernaussage der Verfassungsänderung beinhaltet zudem die Straffreiheit des Präsidenten während und nach seiner Amtszeit. Das Tribunal Article 53 wird deshalb als zivilgesellschaftliches Gericht verstanden, bei dem Bürger die Möglichkeit haben, ihre Stimme gegen diese Verfassungsänderung zu erheben und Biya anzuklagen. Kamerun hat allerdings das Römische Statut des Internationalen Strafgerichtshofs nicht ratifiziert. Somit ist der internationale Strafgerichtshof nicht zuständig, da er sich auf Verbrechen beschränkt, die auf dem Gebiet eines Vertragsstaates oder durch einen Staatsangehörigen eines Vertragsstaates sowie zeitlich nach Inkrafttreten des Statuts begangen wurden.

## Pressefreiheit in Kamerun
Die Pressefreiheit in Kamerun, obwohl seit der Verfassungsänderung von 1996 garantiert, ist kaum mehr existent. So wurden im September 2013 sieben Zeitungen, drei Radiostationen und ein TV-Kanal vom National Communications Council geschlossen, da sie sich über Ethik- und Berufsnormen hinweggesetzt hätten. Unter anderem deshalb und aufgrund des Artikels 17, der es der Regierung erlaubt, Medien zu verbieten, bewertet die Organisation Freedom House Kamerun als ein nicht-freies Land.
Der Schriftsteller, Politiker und Präsidentschaftskandidat Enoh Meyomesse wurde im Dezember 2012 kurz nach der Rückkehr von einer Auslandsreise verhaftet und für einen Monat in Einzelhaft verwahrt. Ohne Ankläger, ohne Zeugenaussage und ohne Beweis für ein Fehlverhalten wurde er von einem Militärtribunal zu 7 Jahren Gefängnis verurteilt. Am 27. April 2015 wurde er aufgrund der Bemühungen dieses und anderer Verbände aus der Haft im Zentralgefängnis Kondengui in Yaoundé entlassen.
Es ist nicht unüblich, dass Inhaftierte im Gefängnis sterben, wie der Fall Bibi Ngotas' beweist.